# ロバート・ジョセフ (政治家)

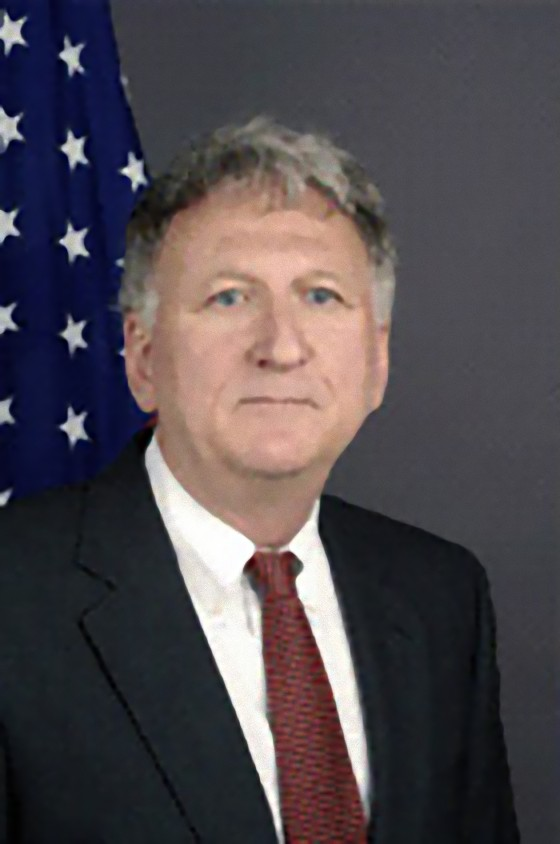
ロバート・ジョセフ

ロバート・G・ジョセフ（Robert G. Joseph, 1949年 - ）は、アメリカ合衆国の政治家。核拡散問題に関する特使として大使級の地位を有し、ジョージ・W・ブッシュ政権で国務次官（軍備管理・国際安全保障担当）を務めた。

## 生い立ち
ノースダコタ州ウィリストンにて誕生。1967年から1969年まで海軍兵学校に在籍し、ベトナム戦争に参加。1971年にセントルイス大学で学士号を取得。1973年にシカゴ大学で修士号を取得。1978年にコロンビア大学で博士号を取得。

## 政府機関での経歴

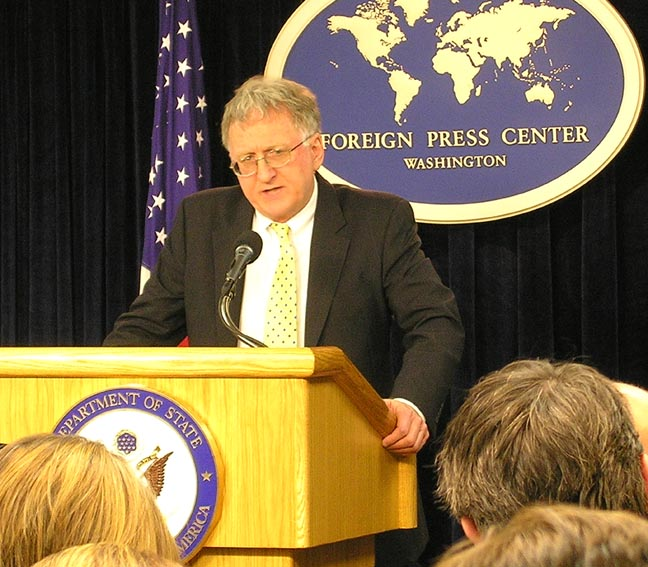
国務省で会見するジョセフ（2006年）

博士課程修了後、国防総省に入省。政府機関では主に安全保障と原子力政策に関連する複数のポストを経験。1978年に国防次官補室（国際安全保障担当）にて交渉担当補佐官。1979年に国防次官室にて国防総省にて汎用武力担当補佐官。1980年から1981年まで国防次官室にて核政策担当職員。1982年から1984年まで核政策企画課長。1985年から1987年までNATO代表部にて戦域核戦力政策部長。1987年に首席国防次官補代理代行（国際安全保障政策担当）。1987年から1989年まで国防次官補代理（核戦力・軍備管理政策担当）。1989年から1991年まで首席国防次官補代理（国際安全保障政策担当）。また大ブッシュ政権下では、ABM条約に関する米ソ常設協議委員会にてアメリカ代表委員、核実験に関する米露協議委員会にてアメリカ代表大使。
ジョージ・W・ブッシュ政権では、2001年から2005年まで国家安全保障会議上級部長（拡散戦略・拡散対抗・国土防衛担当）。この職務においては、2003年の大統領一般教書演説の一部を監督し、イラクの大量破壊兵器に関する諜報活動への対抗について文面支援した。アメリカによるイラクの自由作戦に際しては、アメリカの諜報活動について上院スパイ活動特別調査委員会での証言をファインスタイン委員長から要請された。拡散に対する安全保障構想の作成に助力し、また核テロリズムに対抗するためのグローバル・イニシアティブを立案。2003年にはリビアの大量破壊兵器の放棄に関する合意を得るため、アメリカの首席交渉代表として派遣された。
2005年、国務次官（軍備管理・国際安全保障担当）にジョン・ボルトンの後任として就任し、2007年3月まで在任した。

## 研究職
複数の研究機関で教員を務め、カールトン大学、チューレイン大学、タフツ大学フレッチャー法律外交大学院に勤務。1992年から2001年まで国防総合大学国防問題研究所教授。拡散対抗センターを創設し、初代所長に就任。1993年に国防大学教授に就任。2009年にミズーリ州立大学国防戦略研究プログラム教授に就任。

## 著作物
- Countering WMD: The Libyan Experience.  National Institute Press, 2009.
- "Moscow's Missile Gambit" The Washington Post, March 13, 2008. (with J. D. Crouch); also at Joseph, Robert; Crouch, J. D. (2008年3月13日). “Missile Gambit” (Fee). Washington Post:  p. A.17 2009年4月8日閲覧。
- "Tough Calls, Good Calls" The Wall Street Journal, January 22, 2008. (with J. D. Crouch)
- National Institute for Public Policy "Rationale and Requirements for U.S. Nuclear Forces and Arms Control", 2001
- "The Case for National Missile Defense," Journal of Homeland Defense, October 2000
- "The Role of Nuclear Weapons in U.S. Deterrence Strategy," In Small Wars and Insurgencies, Autumn 2000
- "Counter-Proliferation in the Middle East," RUSI International Security Review, 2000
- "NBC Military Planning: Lessons Learned from Analysis and Wargaming," in Countering the Proliferation and Use of Weapons of Mass Destruction, McGraw-Hill, 1999, edited by Peter L. Hays, Vincent J. Jodoin, Alan R. Van Tassel.  USAF Academy, CO : USAF Institute for National Security Studies, c1998.  ISBN 0-07-012293-8 (pbk.)
- "U.S. Nuclear Policy in the 21st Century: A Fresh Look at National Strategy and Requirement," National Defense University Press, 1998
- "The Case for Nuclear Deterrence Today," Orbis, Winter 1998 (with John Reichart)
- "Nuclear Deterrence and Regional Proliferators," The Washington Quarterly, Summer 1997
- "Proliferation, Counter-Proliferation and NATO," Survival, Spring 1996
- "Deterrence and Defense in a Nuclear, Biological, and Chemical Environment," Comparative Strategy, January-March 1996
- "The Impact of NBC Proliferation on Doctrine and Operations," Joint Force Quarterly, Autumn 1996
- "NATO's Response to the Proliferation Challenge," Strategic Forum, Number 66, March 1996